# Kafr Nabuda
Kafr Nabuda (arab. ‏كفر نبودة‎) – miejscowość w Syrii, w muhafazie Hama. W spisie z 2004 roku liczyła 13 513 mieszkańców.

## Historia
W miejscowości odkryto bizantyjską mozaikę z VI wieku.
Już na początku wojny w Syrii miejscowość stała się celem ataków antyrządowych bojówek. 27 grudnia 2011 grupa uzbrojonych islamistów dokonała mordu na rodzinie asz-Szajch w Kafr Nabudzie, zabijając 8 osób, porywając 5 innych i podpalając ich domy.
Od 2012 miejscowość pozostawała pod kontrolą islamistów Ahrar asz-Szam. 11 stycznia 2017 mieszkańcy Kafr Nabuda zbuntowali się przeciw Ahrar asz-Szam, czasowo wypędzając islamistów z miejscowości. Siły Zbrojne Syrii ostatecznie odbiły Kafr Nabudę 8 maja 2019.